# Blankenburger See (Uckermark)
Der Blankenburger See ist ein Natursee mit unverrohrtem oberirdischem Abfluss durch den Rauegraben zur nordöstlichen Bucht „Lanke“ des Oberuckersees. Er liegt in der Gemeinde Oberuckersee im Land Brandenburg. Das zu den Uckermärkischen Seen gehörende Gewässer ist etwa 52 ha groß und hat eine Insel. Der kalkreiche, geschichtete See hat ein relativ großes Einzugsgebiet von etwa 16 km2. An seinem südlichen Ufer liegt der Ortsteil Blankenburg. 
Die LAWA-Gewässernummer des Sees lautet 800019681383. Der LAWA-Trophieindex betrug 2014 2,51 und lag damit im unteren eutrophen Bereich (eu1). Die Gesamt-Phosphor-Konzentration betrug im Frühjahr 52,6, im Sommer 48,7 µg/l.
Hauptfischarten sind neben verschiedenen Weißfischarten Hechte, Zander, Barsche, Aale, Schleien und Welse.

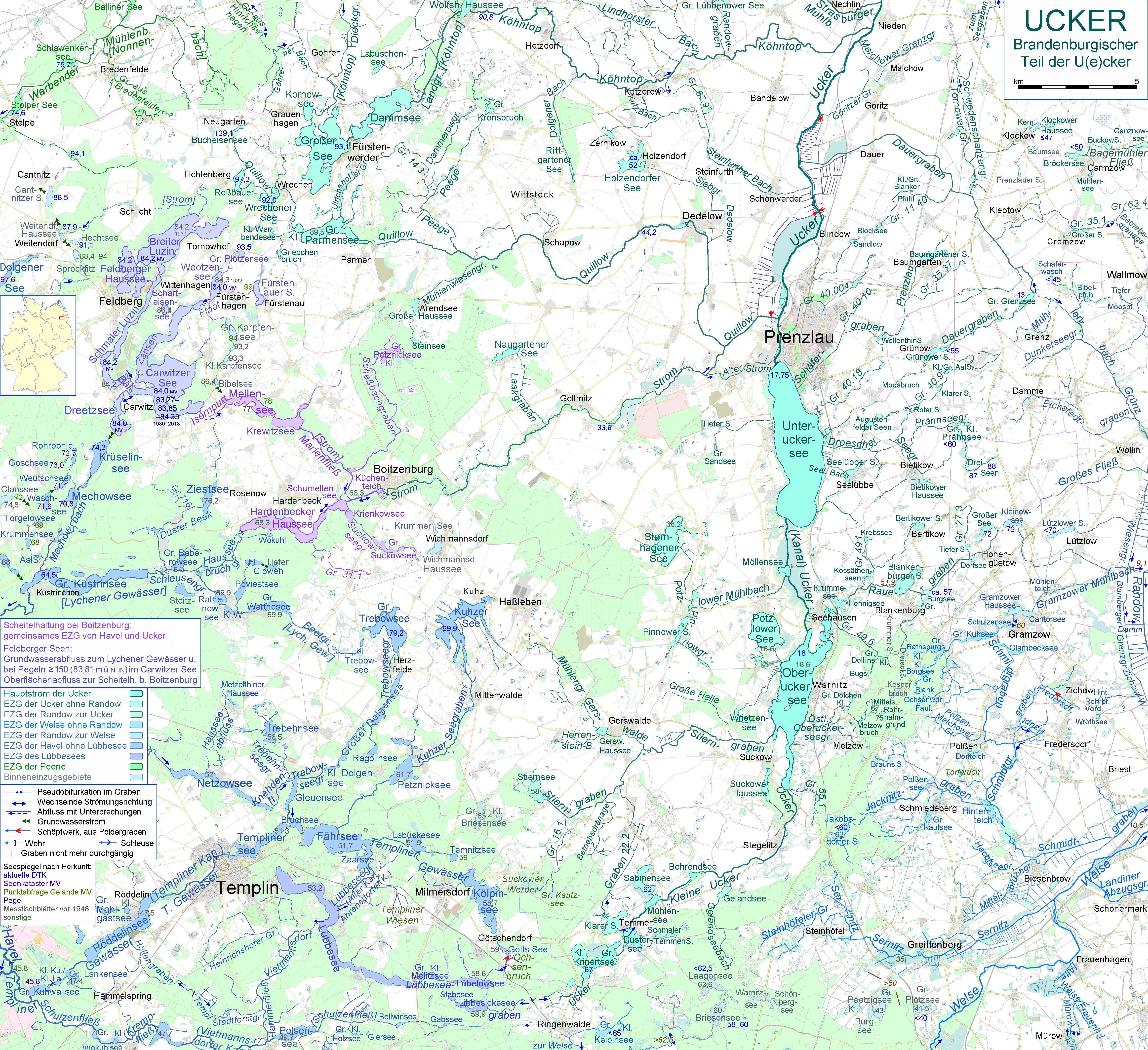
Der Blankenburger See im Verlauf des Rauegrabens nordöstlich des Oberuckersees